# Конрад фон Фітінгхоф
Конрад фон Фітінгхоф (*Conrad von Vytinghove, д/н — 14 лютого 1413) — 30-й магістр Лівонського ордену в 1401—1413 роках.

## Життєпис
Походив з вестфальського шляхетського роду Фітінгофів. Про батьків відсутні відомості. Народився в родинному замку Фітінгоф поблизу міста Ессен. Замолоду перебрався до Лівонії, в подальшому став лицарем Лівонського ордену.
У 1387 році призначається комтуром Ашередена (перебував на посаді до 1393 року). У 1396 році отримав Феллінське комтурство — одне з найзначущих в Ордені. У 1401 році після смерті магістра Веннемара фон Брюггенея був обраний новим очільником Лівонського ордену.
Він вирішив продовжувати загальну політику Тевтонського ордену щодо розширення своїх меж. Водночас магістр діям в інтересах купців Риги, Пернова і Ревеля, намагаючись послабити Псковську республіку. Для цього водночас посилював військову потугу Ордену, з іншого використав конфлікти між Псковом і Новогородською республікою, щоб позбавити першу підтримки. 1406 року Фітінгоф здійснив розвідувальний похід в межі Псковської республіки, пограбував прикордонні поселення. В жовтні того ж року псковське військо здійснило відповідний рейд на територію Лівонського ордену. Водночас Псков звернувся до великого князя Московського Василя I по допомогу. Той відправив дружину на чолі із своїх братом Костянтином.
1407 року псковсько-московське військо на чолі з князем Костянтином Дмитровичем сплюндрувала прикордонні поселення Ордену. Невдовзі після цього Конрад фон Фітінгоф виступив до Пскову, але на кордоні республіки його зустріло вороже військо. Тоді магістр удав, що втікає, заманивши псковське військо на Логовицьке поле, де задав ворогові важкої поразки. 1408 року Конрад фон Фітінгоф вдерся до Псковської республіки, де плюндрував протягом 2 тижнів прикордонні волості. Слідом за цим завдав поразки псковичам, які намагалися атакувати межі Лівонії. 1409 року магістр Лівонського ордену здійснив новий грабіжницький похід проти Пскову. Зрештою 1410 року в Ізборську було укладено перемир'я між Лівонським орденом і Псковською республікою. Це було викликано підготовкою Тевтонського ордену до війни проти Польщі та Литви.
Конрад фон Фітінгоф бажав замиритися зі Псковом, оскільки намагався зосередити якомога більше військ в умовах конфлікту Тевтонського ордену на чолі із великим магістром Ульріха фон Юнгінгена з Королівством Польським і Великим князівством Литовським, оскільки останні в випадку війни могли вдертися до Лівонії. Водночас фон Фітінгоф звернувся до великого магістра із закликом замиритися з великим князем литовським Вітовтом, але фон Юнгінген відкинув цю пропозицію. Тому Конрад фон Фітінгоф з лівонським військом не брав участь в Грюнвальдській битві.
Після поразки тевтонського війська вирішив втрутитися у війну, оскільки саме існування Ордену Пруссії було під загрозою. Фітінгоф відгукнувся на заклик Генріха фон Плауена, що обороняв замок Марієнбург, відправивши на допомогу 2-тисячне лівонське військо на чолі із ландмаршалом Бернгардом фон Гевельманом. Саме це сприяло тому, що польсько-литовське військо відступило від Маріенбурга. Вітовт вимушений був залишити Пруссію. Після цього Конрад фон Фітінгоф прибув до Маріенбурга та сприяв обранню Плауена новим великим магістром Тевтонського ордену. Разом з ним Конрад фон Фітінгоф діяв проти польських військ в Пруссії. 1 лютого 1411 року магістр Лівонського ордену брав участь у підписанні Першого Торунського миру.
Зберігши потугу Лівонського ордену магістр став готуватися до можливої боротьби з Великим князівством Литовським і Псковською республікою. Але хвороба призвела до того, Конрад фон Фітінгоф передав безпосередне керування справами Ордену феллінському комтуру Дітріху фон Торку, який після смерті Конрада фон Фітінгофа в 1413 році, очолив Лівонський орден.